# The House of Terrible Scandals
The House of Terrible Scandals è un cortometraggio muto del 1917 scritto, diretto e interpretato da Henry Lehrman.

## Produzione
Il film fu prodotto dalla Fox Film Corporation (come Sunshine Comedies).

## Distribuzione
Distribuito dalla Fox Film Corporation, il film - un cortometraggio in due bobine - uscì nelle sale cinematografiche statunitensi il 19 marzo 1917.